# Linia 12 metra w Szanghaju
Linia 12 metra w Szanghaju – przebiegająca z północnego wschodu na południowy zachód 12. linia szanghajskiego metra, biegnie przez 40,4 km od stacji stacji Jinhai Road w północnej części dzielnicy Pudong, przez rzekę Huangpu i centrum Szanghaju i Xuhui, do Qixin Road w dzielnicy Minhang. Jej pierwszy, około 12-kilometrowy północno-wschodni odcinek Jinhai Road – Tiantong Lu (ang. Tiantong Road) został otwarty 29 grudnia 2013 roku. Następnie dwukrotnie linię wydłużano na południe i zachód: 10 maja 2014 r. przedłużono ją o jedną stację – Qufu Lu (ang. Qufu Road) – łącząc linię 12 z linią 8, zaś 19 grudnia 2015 r. oddano do użytku pozostałe 16 stacji. Po tym wydłużeniu linia dwunasta miała najwięcej stacji przesiadkowych w całym szanghajskim metrze. W identyfikacji wizualnej linia ma kolor ciemnozielony.

## Galeria

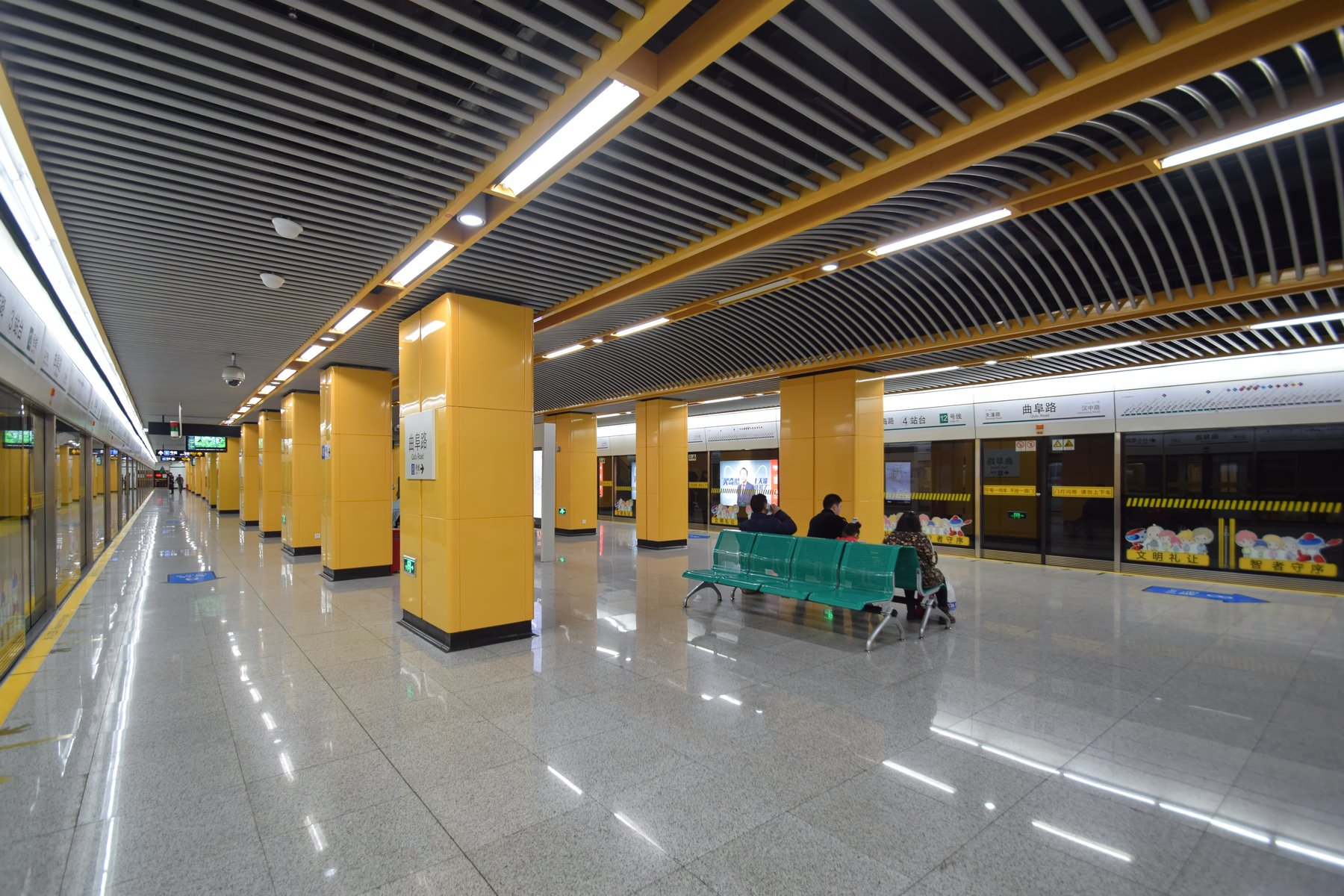
Peron linii 12 na stacji Qufu
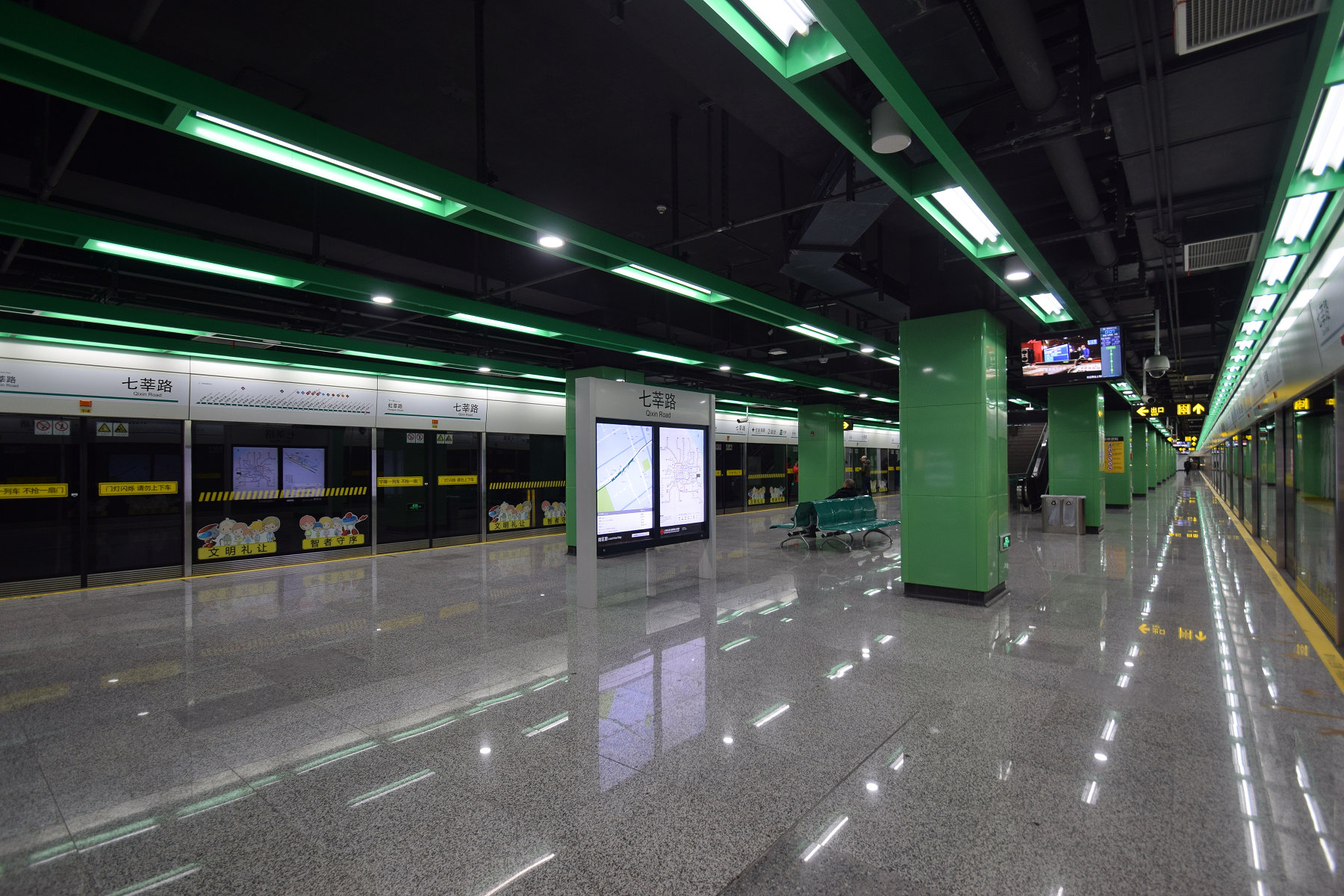
Stacja końcowa Qizin